# Of Human Hearts
Pour les articles homonymes, voir Human Hearts.
Pour plus de détails, voir Fiche technique et Distribution.
Of Human Hearts est un film américain en noir et blanc réalisé par Clarence Brown, sorti en 1938.

## Synopsis
L'enfant Jason (Gene Reynolds) très intelligent, fier et têtu, est aimé  de sa mère (Beulah Bondi) et de son père pasteur (Walter Huston) qui le bat pour son impertinence. Jeune homme (James Stewart), il aime Annie (Ann Rutherford) et se rebelle par une bagarre avec son père qui rompt leur relation pour cause de pauvreté. Devenu médecin, il néglige ses parents, le père meurt, et soutire de l'argent à sa pauvre mère qui, durant la sécession, mandera au président Lincoln (John Carradine) qu'il omet de ses nouvelles pour lesquelles il confiera au chirurgien Jason sans le féliciter de ses opérations sur le champ de bataille une remontrance sur l'ingratitude.

## Fiche technique
- Titre : Of Human Hearts
- Réalisation : Clarence Brown
- Assistant-réalisateur (non crédité) : E. Mason Hopper
- Scénario : Honore Morrow et Bradbury Foote
- Production : Clarence Brown et John W. Considine Jr.
- Société de production : Metro-Goldwyn-Mayer
- Musique : Herbert Stothart
- Photographie : Clyde De Vinna
- Montage : Frank E. Hull
- Direction artistique : Cedric Gibbons
- Pays d'origine : États-Unis
- Format : noir et blanc - 1,37:1 - Mono
- Genre : Drame
- Durée : 80 min
- Date de sortie : 
  - États-Unis : 27 décembre 1940

## Distribution
- Walter Huston : Révérend Ethan Wilkins
- James Stewart : Jason Wilkins
- Beulah Bondi : Mary Wilkins
- Gene Reynolds : Jason Wilkins enfant
- Guy Kibbee : George Ames
- Charles Coburn : Dr Charles Shingle
- John Carradine : Président Abraham Lincoln
- Ann Rutherford : Annie Hawks
- Charley Grapewin : Jim Meeker
- Gene Lockhart : Quid, le gardien
- Clem Bevans : Elder Massey
- Sterling Holloway : Chauncey Ames
- Minor Watson : Capitaine Griggs
- Anne O'Neal : Mme Hawks